# Élections européennes de 2004 en Allemagne
Les élections européennes de 2004 en Allemagne se sont déroulées le dimanche 13 juin 2004  pour désigner les 99 députés européens allemands au Parlement européen, pour la législature 2004-2009.

## Résultats

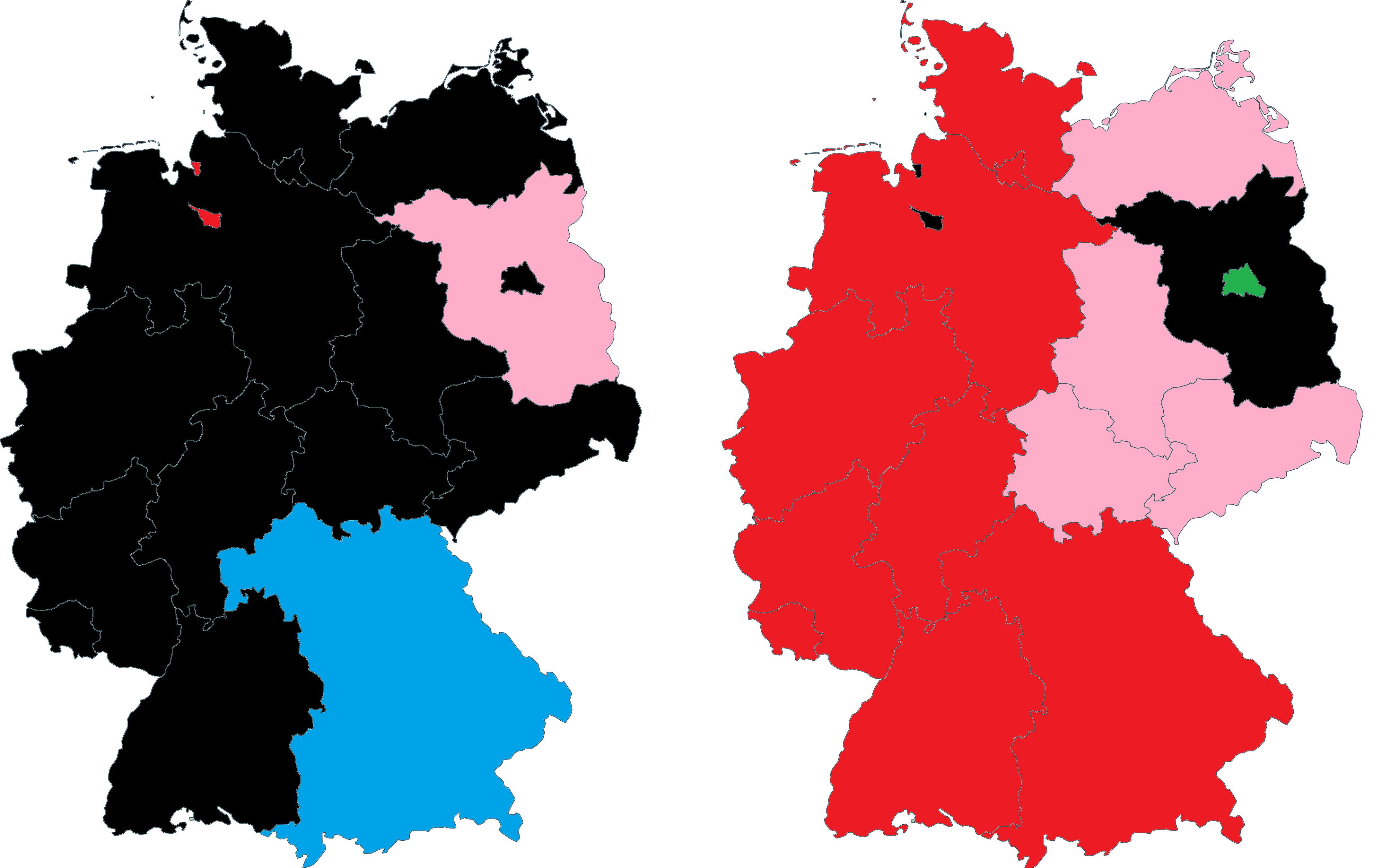
Partis arrivés en tête par Land (1re carte), et en seconde position (2e carte). Rouge : SPD, noir : CDU, bleu : CSU, rose :PDS, vert : Alliance90/Les Verts

Le nombre des électeurs inscrits s'est élevé à 61 650 330. La participation n'a été que de 43,06 % (26 525 514), avec 744 741 bulletins non valables (2,8 %). Le nombre de voix valables s'est élevé à 25 780 733 (97,2 %).
| Parti ou coalition       | Parti ou coalition                                                                           | Voix                           | %                | +/-                | Sièges  | +/-           | Groupe    |
| ------------------------ | -------------------------------------------------------------------------------------------- | ------------------------------ | ---------------- | ------------------ | ------- | ------------- | --------- |
|                          | Union CDU/CSU - Union chrétienne-démocrate d'Allemagne - Union chrétienne-sociale en Bavière | 11 476 897 9 412 997 2 063 900 | 44,51 36,51 8,00 | 4,15 · 2,77 · 1,39 | 49 40 9 | 4 · 3 · 1     | PPE-DE    |
|                          | Parti social-démocrate d'Allemagne (SPD)                                                     | 5 547 971                      | 21,52            | 9,18               | 23      | 10            | PSE       |
|                          | Alliance 90 / Les Verts (Grünen)                                                             | 3 079 728                      | 11,94            | 5,5                | 13      | 6             | Verts/ALE |
|                          | Parti du socialisme démocratique (PDS)                                                       | 1 579 109                      | 6,12             | 0,33               | 7       | 1             | GUE/NGL   |
|                          | Parti libéral-démocrate (FDP)                                                                | 1 565 431                      | 6,07             | 3,04               | 7       | 7             | ADLE      |
|                          | Les Républicains (REP)                                                                       | 485 662                        | 1,88             | 0,18               | 0       | en stagnation |           |
|                          | Parti de protection des animaux (Tiersch.)                                                   | 331 388                        | 1,29             | 0,61               | 0       | en stagnation |           |
|                          | Les Gris - Les Panthères grises (GRAUE)                                                      | 314 402                        | 1,22             | 0,81               | 0       | en stagnation |           |
|                          | Parti des familles d'Allemagne (FAM)                                                         | 268 468                        | 1,04             | 1,02               | 0       | en stagnation |           |
|                          | Parti national-démocrate d'Allemagne (NPD)                                                   | 241 743                        | 0,94             | 0,54               | 0       | en stagnation |           |
|                          | Autres partis                                                                                | 892 879                        | 3,46             | -                  | 0       | en stagnation |           |
|                          |                                                                                              |                                |                  |                    |         |               |           |
| Votes valides            | Votes valides                                                                                | 25 783 678                     | 97,21            |                    |         |               |           |
| Votes blancs et nuls     | Votes blancs et nuls                                                                         | 739 426                        | 2,79             |                    |         |               |           |
| Total                    | Total                                                                                        | 26 523 104                     | 100              | -                  | 99      | en stagnation | -         |
| Abstentions              | Abstentions                                                                                  | 35 159 290                     | 57,00            |                    |         |               |           |
| Inscrits / Participation | Inscrits / Participation                                                                     | 61 682 394                     | 43,00            |                    |         |               |           |

CDU/CSU vote
SPD vote
Green vote
PDS vote
FDP vote
REP vote
Familien-Partei vote

## Différences régionales
| Länder                   | Union  | SPD    | Grünen | PDS    | FDP   | REP   | Autres |
| ------------------------ | ------ | ------ | ------ | ------ | ----- | ----- | ------ |
| Länder                   |        |        |        |        |       |       |        |
| Anciens Länder (ex-RFA)  | 46,9 % | 22,9 % | 13,2 % | 1,7 %  | 6,4 % | 1,8 % | 7,1 %  |
| Nouveaux Länder (ex-RDA) | 34,2 % | 15,6 % | 6,6 %  | 25,2 % | 4,7 % | 2,2 % | 11,5 % |
| Allemagne                | 44,5 % | 21,5 % | 11,9 % | 6,1 %  | 6,1 % | 1,9 % | 8,0 %  |